# Kendry Páez
Ray Kendry Páez Andrade (sinh ngày 4 tháng 5 năm 2007) là một cầu thủ bóng đá chuyên nghiệp người Ecuador hiện đang thi đấu ở vị trí tiền vệ tấn công hoặc tiền vệ cánh phải cho câu lạc bộ RC Strasbourg tại Ligue 1 dưới dạng cho mượn từ câu lạc bộ Chelsea tại Premier League và Đội tuyển bóng đá quốc gia Ecuador.

## Sự nghiệp câu lạc bộ

### Sự nghiệp ban đầu
Páez bắt đầu sự nghiệp bóng đá của mình tại học viện cầu thủ trẻ Alfaro Moreno của Barcelona khi mới năm tuổi. Sau đó, anh thi đấu cho Emelec trong một thời gian ngắn trước khi chuyển đến Patria, nơi anh ra sân thường xuyên hơn ở vị trí tiền đạo.

### Independiente del Valle
Năm 2018, Páez gia nhập Independiente del Valle. Anh đã thu hút sự chú ý của nhiều câu lạc bộ châu Âu với những màn trình diễn cho đội trẻ. Ngoài ra, anh cũng được vinh danh là cầu thủ xuất sắc nhất tại Giải thưởng Thế hệ tiếp theo năm 2022 ở Salzburg, Áo.
Páez được đôn lên đội một của Independiente del Valle cho giai đoạn tiền mùa giải 2023. Vào ngày 25 tháng 2 năm 2023, anh ghi bàn thắng ngay trong trận ra mắt chuyên nghiệp của mình khi ghi bàn thắng thứ ba trong chiến thắng 3–1 của trước Mushuc Runa tại Serie A Ecuador. Sau khi nhận đường chuyền cắt ngược bên phải vòng cấm địa từ Anthony Landázuri, anh đưa bóng bay qua thủ môn Jorge Pinos với cú vô lê vào góc xa khung thành. Anh đã trở thành cầu thủ trẻ nhất ra mắt và cũng là cầu thủ ghi bàn trẻ nhất ở giải đấu hàng đầu quốc gia Ecuador.

### Chelsea
Sau khi bước sang tuổi 18 vào ngày 4 tháng 5 năm 2025, Páez gia nhập câu lạc bộ Ngoại hạng Anh Chelsea với mức giá 20 triệu euro mặc dù được công bố gia nhập câu lạc bộ vào ngày 5 tháng 6 năm 2023.

#### Cho mượn tại Strasbourg
Vào ngày 31 tháng 7 năm 2025, Páez gia nhập câu lạc bộ Strasbourg tại Ligue 1 theo dạng cho mượn trong vòng một mùa giải.

## Thống kê sự nghiệp

### Câu lạc bộ
Tính đến 1 tháng 1 năm 2025
| Câu lạc bộ              | Mùa giải            | Giải vô địch        | Giải vô địch | Giải vô địch | Cúp quốc gia | Cúp quốc gia | Châu lục | Châu lục | Tổng cộng | Tổng cộng |
| Câu lạc bộ              | Mùa giải            | Hạng đấu            | Trận         | Bàn          | Trận         | Bàn          | Trận     | Bàn      | Trận      | Bàn       |
| ----------------------- | ------------------- | ------------------- | ------------ | ------------ | ------------ | ------------ | -------- | -------- | --------- | --------- |
| Independiente del Valle | 2023                | Serie A (Ecuador)   | 24           | 5            | —            | —            | 5        | 0        | 29        | 5         |
| Independiente del Valle | 2024                | Serie A (Ecuador)   | 27           | 7            | 6            | 0            | 8        | 1        | 41        | 8         |
| Independiente del Valle | Tổng cộng           | Tổng cộng           | 51           | 12           | 6            | 0            | 13       | 1        | 70        | 13        |
| Strasbourg (mượn)       | 2025–26             | Ligue 1             | 0            | 0            | 0            | 0            | 0        | 0        | 0         | 0         |
| Tổng cộng sự nghiệp     | Tổng cộng sự nghiệp | Tổng cộng sự nghiệp | 51           | 12           | 6            | 0            | 13       | 1        | 70        | 13        |

1. ↑  Bao gồm Copa Ecuador, Coupe de France
2. ↑  Ra sân tại Copa Libertadores
3. ↑  Ra sân sáu lần tại Copa Libertadores, ra sân hai lần tại Copa Sudamericana

### Quốc tế
Tính đến 10 tháng 6 năm 2025
| Đội tuyển quốc gia | Năm       | Trận | Bàn |
| ------------------ | --------- | ---- | --- |
| Ecuador            | 2023      | 5    | 1   |
| Ecuador            | 2024      | 12   | 1   |
| Ecuador            | 2025      | 1    | 0   |
| Tổng cộng          | Tổng cộng | 18   | 2   |

Tỷ số và kết quả liệt kê bàn thắng của Ecuador được để trước, cột tỷ số cho biết tỷ số sau mỗi bàn thắng của Páez.
| # | Ngày                 | Địa điểm                                     | Đối thủ | Bàn thắng | Kết quả | Giải đấu                      |
| - | -------------------- | -------------------------------------------- | ------- | --------- | ------- | ----------------------------- |
| 1 | 12 tháng 10 năm 2023 | Sân vận động Hernando Siles, La Paz, Bolivia | Bolivia | 1–0       | 2–1     | Vòng loại FIFA World Cup 2026 |
| 2 | 26 tháng 6 năm 2024  | Sân vận động Allegiant, Las Vegas, Hoa Kỳ    | Jamaica | 2–0       | 3–1     | Cúp bóng đá Nam Mỹ 2024       |